# Klewiny (Litwa)
Klewiny (lit. Klevinai) – wieś na Litwie, w okręgu wileńskim, w rejonie wileńskim, w gminie Suderwa.

## Historia
Pod zaborami zaścianek włościański; w II Rzeczypospolitej grupa zaścianków. W XIX i w początkach XX w. położone były w Rosji, w guberni wileńskiej, w powiecie wileńskim. Po I wojnie światowej pod administracją polską, w Zarządzie Cywilnym Ziem Wschodnich. W latach 1920–1922 w składzie Litwy Środkowej.
Od 11 kwietnia 1922 leżały w Polsce, w województwie wileńskim, w powiecie wileńsko-trockim, w gminie Mejszagoła. W 1931 miejscowość liczyła:
- Klewiny I – 16 mieszkańców, zamieszkałych w 2 budynkach,
- Klewiny II – 4 mieszkańców, zamieszkałych w 1 budynku,
- Klewiny III – 10 mieszkańców, zamieszkałych w 2 budynkach,
- Klewiny IV – 9 mieszkańców, zamieszkałych w 1 budynku[3].

Po II wojnie światowej w granicach Związku Sowieckiego. Od 1991 na niepodległej Litwie.